# Elaiophylin
Elaiophylin ist ein bakterieller Naturstoff aus der Gruppe der Lactone. Konkret handelt es sich um ein glycosyliertes Makrolid mit zwei Lactongruppen. Die Verbindung ist aus zwei Einheiten symmetrisch aufgebaut. Die Zuckerkomponente ist jeweils 2-Desoxy-L-fucose beziehungsweise Oliose.

## Vorkommen und Geschichte
Elaiophylin wird von Streptomyces melanosporus (Gattung Streptomyces) gebildet. Zum ersten Mal isoliert wurde es 1959 aus Bakterien in einer Bodenprobe aus Italien. Etwa 20 Jahre später wurde es auch aus Streptomyces violaceoniger isoliert und die Struktur im Wesentlichen aufgeklärt. 1982 wurden die Ergebnisse einer Röntgenstrukturanalyse publiziert.

## Synthese
Mehrere Synthesen der Verbindung sind bekannt. Eine Synthese des Aglycons wurde beispielsweise 1997 publiziert. Diese geht von Methyl-3-hydroxybutyrat aus. Dieses wird durch Reduktion mit Diisobutylaluminiumhydrid und Swern-Oxidation in ein Aldehyd umgewandelt, gefolgt von der stereoselelektiven Addition einer Organozinnverbindung. Eine dabei eingeführte C=C-Doppelbindung wird durch Ozonolyse in ein Keton umgewandelt. Die so erhaltene Verbindung dient als Vorläufer der Seitenketten mit den Pyranringen. Der Vorläufer für die beiden symmetrischen Einheiten beginnt mit einer Enolataddition eines Propansäurederivats mit einem chiralen Auxiliar an Methacrolein. Weiterer Schlüsselschritt ist eine Horner-Wadsworth-Emmons-Reaktion. Die beiden Komponenten werden mittels einer Variante des Yamaguchi-Verfahrens zum Dilacton umgesetzt. Die Vorläufermoleküle für die Seitenketten werden durch Aldoladdition eingeführt. Im letzten Schritt werden Silyl-Schutzgruppen an den Seitenketten durch Pyridinhydrofluorid entfernt, wodurch gleichzeitig die Pyranringe aufgebaut werden.
Eine Totalsynthese der Verbindung wurde 2006 publiziert.

## Eigenschaften
Elaiophylin ist ein weißer kristalliner Feststoff mit antibakteriellen Eigenschaften. Im Tierversuch zeigte es Antitumorwirkung gegen das Ovarialkarzinom.